# 아이언 (래퍼)
아이언(IRON, 본명: 정헌철, 1992년 1월 8일 ~ 2021년 1월 25일)은 대한민국의 래퍼였다. 힙합 크루 락바텀 소속이며 2014년 M.net 힙합 서바이벌 프로그램 쇼미더머니 3에서 준우승하였다. 2014년 11월 17일 일광폴라리스와 계약을 맺고 2015년 3월 31일 디지털 싱글 앨범 〈blu〉로 데뷔하였다. 2015년 7월 일광폴라리스와 계약을 해지하였다. 2016년 9월 9일 정규 앨범 《ROCK BOTTOM》을 발매하였다. 2021년 1월 25일 오전, 서울특별시 중구의 한 아파트 화단에서 숨진 채로 발견되었으며 자살로 판명되었다.

## 학력
- 월곡중학교(졸업)
- 전남공업고등학교(졸업)
- 송원대학교 공연예술학과(졸업)

## 논란

### 대마초 흡연
2016년 3월 30일, 대마초 흡연 혐의로 불구속 입건되었고, 아이언은 “대마초에 대해 궁금함을 갖고 있어서 처벌을 각오하고 한 행동”이라고 밝혔다. 같은 해 11월 24일 법원에서 징역 8개월에 집행유예 2년 추징금 25만원, 약물치료강의 40시간 이수를 선고했다.

### 전 여자친구 폭행
2016년 9월, 종로구 창신동 자택에서 여자친구와 성관계를 하던 중 자신의 요구를 들어주지 않자 화를 내며 주먹으로 얼굴을 내려친 혐의로 2017년 3월 14일 불구속 기소되었다. 그 후 여자친구의 이별 통보에 목을 조른 채 주먹으로 얼굴을 수 차례 때리고 몸을 짓눌러 얼굴에 타박상과 왼손 새끼손가락에 골절상을 입힌 혐의를 받는다. 주방에서 흉기를 가져와 자기 오른쪽 허벅지를 자해한 후 "경찰에 신고하면 네가 찔렀다고 말하겠다"고 협박을 해서 논란이 되었다.
2017년 7월 20일, 검찰이 아이언에게 징역 1년을 구형했지만, 법원에서 아이언에게 징역 8개월에 집행유예 2년 그리고 사회봉사활동 80시간을 선고했다.

### 룸메이트 및 제자 폭행
2020년 12월 9일, 룸메이트 겸 제자를 야구방망이로 수십 차례 폭행한 혐의로 체포되었다. 폭행죄가 아닌 특수상해 혐의로 당시 피해자가 미성년자라는 사실이 밝혀지면서 논란이 되었다.

## 음반

### 정규
- 2016년 9월 9일 - ROCK BOTTOM

### 비정규
- 2015년 3월 31일 - Digital Single blu
- 2016년 6월 30일 - Digital Single System

## 출연 작품

### 텔레비전 프로그램
- 2014년 Mnet 《Show Me The Money 3》- 참가자, 준우승

### 광고
- 2015년 남양유업 카와 (With 신지민, RM)